# Парк шоу

„Парк шоу“ (на английски: Regular Show) е американски анимационен сериал, създаден от Джей Джи Куинтел. Анимацията е първоначално разработена като епизод от проекта на Cartoon Network Картунститут. Някои от героите са взети от студентските филми на Куинтел. Подадена е зелена светлина за сериал на 13 август 2009 г., а сериалът дебютира на 6 септември 2010 г. по Cartoon Network САЩ. Продуциран е от Cartoon Network Studios.

## Сюжет
23-годишни приятели, синята сойка Мордекай и енотът Ригби работят в парк и прекарват дните си като се опитват да се забавляват, но винаги става нещо неестествено и трябва да оправят проблема. Накрая обикновено шефът им Бенсън им казва да изчистят, иначе ще ги уволни.

## Герои

### Мордекай
Мордекай е 23-годишен сингер. Той е по-съзнателен, зрял и морален за действията си, отколкото най-добрия му приятел Ригби. Но и той често мързелува като него. Мордекай харесва Маргарет и Сиджей. Озвучава се от създателя на сериала Джей Джи Кинтел.

### Ригби
Ригби е 23-годишен енот. Макар че Ригби е глупав, е добър с Мордекай. Той
има по-малък брат Дон, който е често объркван като по-голям, тъй като е по-голям и висок. Ригби харесва Айлийн. Озвучава се от Уилям Салиърс.

### Бенсън
Бенсън е жива машина за дъвки. Той е шефът на Мордекай и Ригби и е отговорен и трудолюбив. Като се вбесява, става червен. Мотото му е „Почистете парка иначе сте уволнени!“ Озвучава се от Сам Марин.

### Дядко
Дядко е човек с огромна глава. Винаги е във весело настроение и има британски акцент. Баща му е милионер, който е и собственик на парка. Самият дядко се оказва избрания, той има нечовешки сили, с които побеждава злия си брат близнак и спасява вселената като се жертва. Озвучава се от Сам Марин.

### Скипс
Скипс е йети и е награден с безсмъртие от петте велики бебета на Вселената. На всеки свой рожден ден прави церемониален танц, за да запази безсмъртната си сила. Също така е много мъдър и с голям опит и често помага на Мордекай и Ригби, когато забъркат някоя каша. Озвучава се от Марк Хамил.

### Мускула
Мускула е зелен дебел човек, който е незрял. Истинското му име е Мич Соренстайн, но всички му викат Мускула (защото преди е бил боди билдър и е имал страхотно мускулесто тяло). Той има странно чувство за хумор и често казва шеги, на които отговорът е „Моята майка!“. Например: „Вчера изнесох стария си диван. Той тежеше 150 килограма и миришеше на какво ли не. Знаете ли кой още тежи 150 килограма и мирише на какво ли не? "Моята майка! Уууухуууу!“. Също така Мускула си има приятелка на име Старла, която е зелена и дори много по-дебела и от него. По-късно заживявят заедно. Озвучава се от Сам Марин.

### Маргарет
Мордекай и Маргарет са гаджета за кратко.  Тя работи в кафене. Най-добрата ѝ приятелка е Айлийн. Озвучава се от Джейни Хадад Томпкинс.

### Айлийн
Айлийн е гаджето на Ригби. Тя също работи в кафене и е най-добрата приятелка на Маргарет и Сиджей. Озвучава се от Минди Луис.

### Дай Пет
Дай пет е призрак, който е най-добрият приятел на Мускула и има приятелка на име Силия. 

### Сиджей
Сиджей също е била гадже на Мордекай за кратко (след Маргарет).

## Епизоди
1 сезон започна в САЩ на 6 септември 2010 г. и завърши на 22 ноември 2010 г. с 12 епизода. 2 сезон започна 29 ноември 2010 г. Пилотният епизод никога не е излъчван по телевизията, но често го има в Cartoon Network Video.

## „Парк шоу“ в България
В България сериалът се излъчва от 28 април 2012 г., всяка събота и неделя от 19:15 по Cartoon Network. На 3 септември 2012 г. започва излъчването на четвърти сезон Парк Шоу приключва в България през лятото на 2017. На 1 януари 2018 г. отново стартира в България с повторения от 21:35 ч. Спира на 3 юни 2018 г.

### Нахсинхронен дублаж
| Роля                 | Изпълнител               |
| -------------------- | ------------------------ |
| Мордекай             | Христо Димитров          |
| Ригби                | Мариан Бачев             |
| Бенсън и Дядко       | Кристиян Фоков           |
| Скипс и Мускула      | Росен Русев              |
| Маргарет             | ?                        |
| Айлийн               | ?                        |
| Допълнителни гласове | Цветан Ватев Петър Бонев |

| Обработка           | Доли Медия Студио |
| ------------------- | ----------------- |
| Режисьор на дублажа | Даниела Горанова  |
| Преводач            | Мария Петрова     |